# Nils Holgersson-plaketten
Nils Holgersson-plaketten är ett litteraturpris för svenska författare av barn- och ungdomslitteratur. Det har sedan 1950 delats ut av Svensk Biblioteksförening på Selma Lagerlöfs födelsedag den 20 november. Den är namngiven efter hennes bok Nils Holgerssons underbara resa genom Sverige. Sedan 2003 ingår även ett stipendium, som från början var på 10 000 kronor och som senare höjdes till 25 000.

## Pristagare
1950-talet
- 1950 – Astrid Lindgren (Nils Karlsson Pyssling)
- 1951 – Lennart Hellsing (Summa summarum)
- 1952 – Sten Bergman (Vildar och paradisfåglar)
- 1953 – Tove Jansson (Hur gick det sen?)
- 1954 – Plaketten delades inte ut
- 1955 – Harry Kullman (Hemlig resa)
- 1956 – Olle Mattson (Briggen Tre Liljor)
- 1957 – Edith Unnerstad (Farmorsresan)
- 1958 – Hans Peterson (Magnus, Mattias och Mari)
- 1959 – Anna Lisa Wärnlöf (Pellas bok) + Jeanna Oterdahl (för författarens samlade produktion)

1960-talet
- 1960 – Kai Söderhjelm (Mikko i kungens tjänst)
- 1961 – Åke Holmberg (Ture Sventon, privatdetektiv)
- 1962 – Britt G. Hallqvist (Festen i Hulabo)
- 1963 – Maria Gripe (Hugo och Josefin)
- 1964 – Karin Anckarsvärd (Doktorns pojk)
- 1965 – Gunnel Linde (Den vita stenen)
- 1966 – Plaketten delades inte ut
- 1967 – Inger Brattström  (författarens samlade produktion)
- 1968 – Max Lundgren (Pojken med guldbyxorna och Åshöjdens bollklubb)
- 1969 – Bo Carpelan (Bågen)

1970-talet
- 1970 – Stig Ericson (för författarens samlade produktion)
- 1971 – Hans-Eric Hellberg (för författarens samlade produktion)
- 1972 – Irmelin Sandman Lilius (Trilogin Fru Sola – Gullkrona gränd)
- 1973 – Inger Sandberg (för författarens samlade produktion för yngre barn)
- 1974 – Sven Wernström (Trälarna)
- 1975 – Gunnel Beckman (för författarens samlade produktion)
- 1976 – Maud Reuterswärd  (för författarens samlade produktion)
- 1977 – Barbro Lindgren (Lilla Sparvel)
- 1978 – Siv Widerberg (för författarens samlade produktion)
- 1979 – Bengt Martin (Bengt och kärleken)

1980-talet
- 1980 – Rose Lagercrantz (för författarens samlade produktion)
- 1981 – Helmer Linderholm (Amiskoserien)
- 1982 – Kerstin Johansson i Backe (Moa och Pelle )
- 1983 – Hans Erik Engqvist (för författarens samlade produktion)
- 1984 – Ulf Nilsson (Lilla syster kanin och En kamp för frihet)
- 1985 – Mats Larsson (Trollkarlen från Galdar)
- 1986 – Peter Pohl (Janne, min vän)
- 1987 – Monica Zak (Pumans dotter)
- 1988 – Ulf Stark (Jaguaren)
- 1989 – Mats Wahl (Maj Darlin)

1990-talet
- 1990 – Annika Holm (Amanda! Amanda!)
- 1991 – Henning Mankell (Hunden som sprang mot en stjärna)
- 1992 – Viveca Lärn (Eddie och Maxon Jaxon)
- 1993 – Sonja Hulth (Barnens svenska historia)
- 1994 – Thomas Tidholm (Förr i tiden)
- 1995 – Inger Edelfeldt (Gravitation)
- 1996 – Helena Dahlbäck (Jag Julia  och Min läsebok)
- 1997 – Per Nilsson (Anarkai)
- 1998 – Moni Nilsson-Brännström (Bara Tsatsiki)
- 1999 – Annika Thor (Havets djup)

2000-talet
- 2000 – Stefan Casta (Spelar Död!)
- 2001 – Janne Lundström (Morbror Kwesis vålnad)
- 2002 – Wilhelm Agrell (Dödsbudet)
- 2003 – Åsa Lind (Sandvargen)
- 2004 – Douglas Foley (Shoo bre)
- 2005 – Petter Lidbeck (En dag i prinsessan Victorias liv)
- 2006 – Kajsa Isakson (Min Ella)
- 2007 – Cannie Möller (för författarens samlade produktion)
- 2008 – Mikael Engström (Isdraken)
- 2009 – Maud Mangold (Pärlor till pappa)

2010-talet
- 2010 – Cilla Naumann (Kulor i hjärtat)
- 2011 – Mårten Melin (Som trolleri)
- 2012 – Anna Ehring (Klickflippar och farligheten och Den stora kärleksfebern)
- 2013 – Lisa Bjärbo (Allt jag säger är sant)
- 2014 – Anna Höglund (Om detta talar man endast med kaniner)
- 2015 – Camilla Lagerqvist (Uppdraget)
- 2016 – Frida Nilsson (Ishavspirater)
- 2017 – Elisabeth Östnäs (Sagan om Turid)
- 2018 – Lisa Lundmark (Haj-Jenny)
- 2019 – Helena Hedlund (Det fina med Kerstin)[2]

2020-talet
- 2020 – Johan Ehn (Hästpojkarna)[3]
- 2021 – Jakob Wegelius (för trilogin om Sally Jones)[4]
- 2022 – Annelie Drewsen (Prinsen av Porte de la Chapelle)[5]
- 2023 – Melody Farshin (100k)[6]
- 2024 – Elin Lindell (Världens sämsta syster)